# Pierre Seguin
Pour les articles homonymes, voir Seguin.
Pierre Seguin, né à Gauriac le 21 janvier 1872 et mort à Paris le 6 octobre 1958, est un sculpteur et un ornemaniste français.

## Biographie
Pierre Seguin est le fils de Jean Seguin, charpentier de navire, et de Marguerite Thibaud. Il étudie à l'École des beaux-arts de Bordeaux où il obtient le premier prix de sculpture décorative en 1887 et en 1888.
Diplômé de l'École nationale supérieure des arts décoratifs de Paris où il est élève de Lucien Woog, il obtient le premier prix de sculpture en 1892 et le premier prix de sculpture ornementale en 1893. Il obtient ensuite une médaille d’or à l’Exposition universelle de 1900.
Il épouse Claire Eugénie Miquet le 30 avril 1910 dans le 14e arrondissement de Paris. Il installe son atelier dans sa maison au 4 rue Gager-Gabillot dans le 15e arrondissement,. Lors de la Première Guerre mondiale il est mobilisé du 4 août 1914 au 26 décembre 1918. Il est nommé professeur de sculpture et de modelage à l'École nationale supérieure des arts décoratifs de Paris en avril 1919 et il y enseigne jusqu’à sa retraite en 1934.
Sculpteur ornemaniste réputé, il a œuvré sur un grand nombre de bâtiments de prestige à l'instar de l’opéra de Vichy, du théâtre de Tunis, de l'hôtel de ville d'Arras et de la basilique du Sacré-Cœur de Montmartre. L'architecte Émile Brunet lui confie de nombreux travaux de sculpture dans des édifices religieux comme l’église Saint-Denys-Sainte-Foy de Coulommiers, l'église Saint-Léon de Paris, et même la cathédrale Notre-Dame de Paris,. Figure notable de l'Art nouveau, il est l'auteur des sculptures qui ornent les façades de nombreux immeubles en pierre de taille du 16e arrondissement de Paris,. 
Deux expositions sur la vie et l'œuvre de Pierre Seguin sont organisées par l’Association de sauvegarde du patrimoine gauriacais, l’une en novembre 2022 dans son village natal de Gauriac,, et l’autre en mars 2023 à Reignac,.

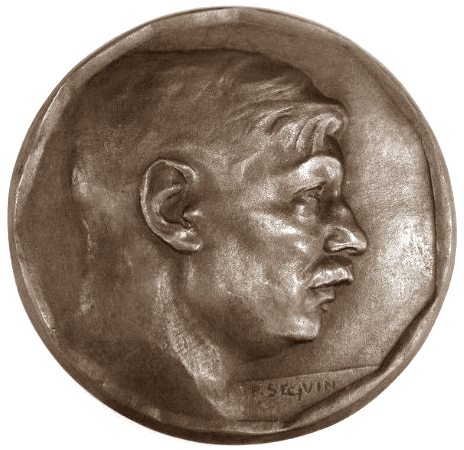
Pierre Seguin par le médailleur Pierre-Victor Dautel en 1926.

## Œuvres
- Opéra de Vichy : lors des travaux d’embellissement de l’opéra de Vichy en 1901, il est choisi pour la réalisation des sculptures qui ornent la façade de l’édifice ; on y repère Colombine et Arlequin ou deux masques sculptés inspirés de l’Égypte et de la Mésopotamie aux angles supérieurs. Il est également mentionné pour la salle qui présente, dans une harmonie or et ivoire, une merveilleuse décoration de masques, de lyres, de visages et de fleurs[16],[17],[18],[19].
- Théâtre de Tunis : en 1910, il réalise de nombreuses sculptures dans le nouveau théâtre municipal de Tunis. On lui doit notamment la grande rosace du plafond et les sculptures des loges et balcons. En récompense, il est fait officier de l’ordre du Nichan Iftikhar.
- Hôtel de ville d'Arras : dans le cadre de la reconstruction d’Arras après la Première Guerre mondiale, il est sélectionné en 1924 pour la sculpture des ornements de la façade de l’hôtel de ville ainsi que pour la réalisation de la cheminée en pierre de taille et de 132 panneaux sculptés en chêne qui décorent la salle des fêtes[20],[21].
- Basilique du Sacré-Cœur de Montmartre : c’est comme sculpteur ornemaniste et successeur de Victorien Tournier qu’il travaille très activement au Sacré-Cœur de Montmartre. Il est mentionné pour l’autel Saint-Dominique, les portes de bronze, la grille de la chapelle Sainte-Marguerite-Marie, les stalles, la chapelle de la Sainte Vierge, les chapiteaux du déambulatoire, la frise du campanile, les chapiteaux de la tribune de l’orgue, le portail ouest. Mais son nom reste surtout attaché au Christ au Sacré Cœur sur la poitrine qui, en 1927, remplace à la façade celui de Gustave Michel[22],[23].
- Façades d’immeubles parisiens entre 1902 et 1913 : 2 bis à 4, avenue des Gobelins, 53, rue Truffaut, 3, rue Alfred-Dehodencq (hôtel Baconnier), 16 à 16 bis, avenue Élisée-Reclus (immeuble Barret), 1 à 5, avenue Mozart, 19, rue Octave-Feuillet (immeuble Baconnier), 39, rue Scheffer (immeuble Herscher)[24],[25].
- Bas-relief Les Serpents des druides pour le monument « Pergola de la Douce France » lors de l'Exposition internationale des arts décoratifs et industriels modernes à Paris en 1925[26],[27],[Note 2]

Bâtiments de prestige
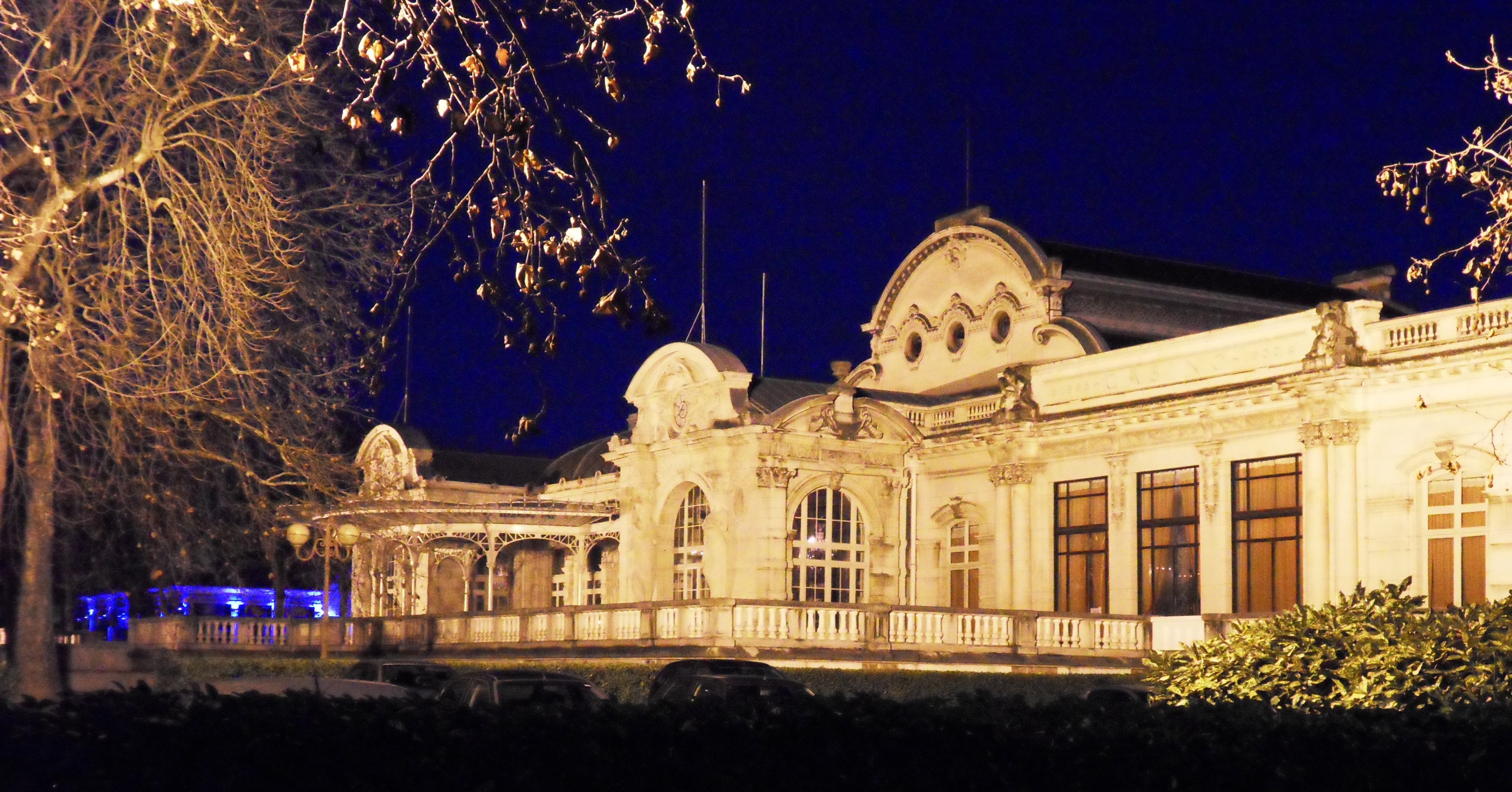
La façade de l'opéra de Vichy.
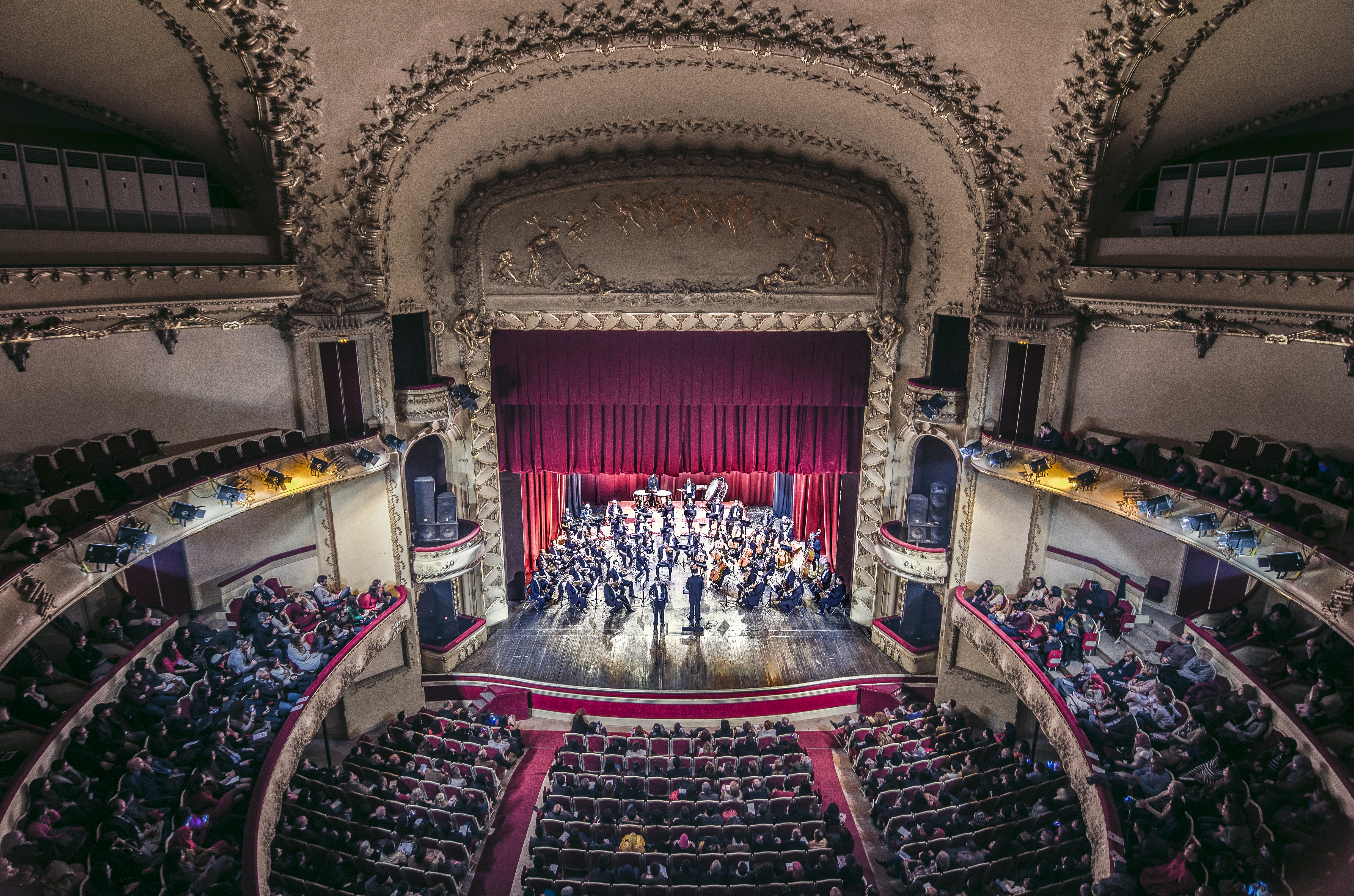
L'intérieur du théâtre de Tunis.
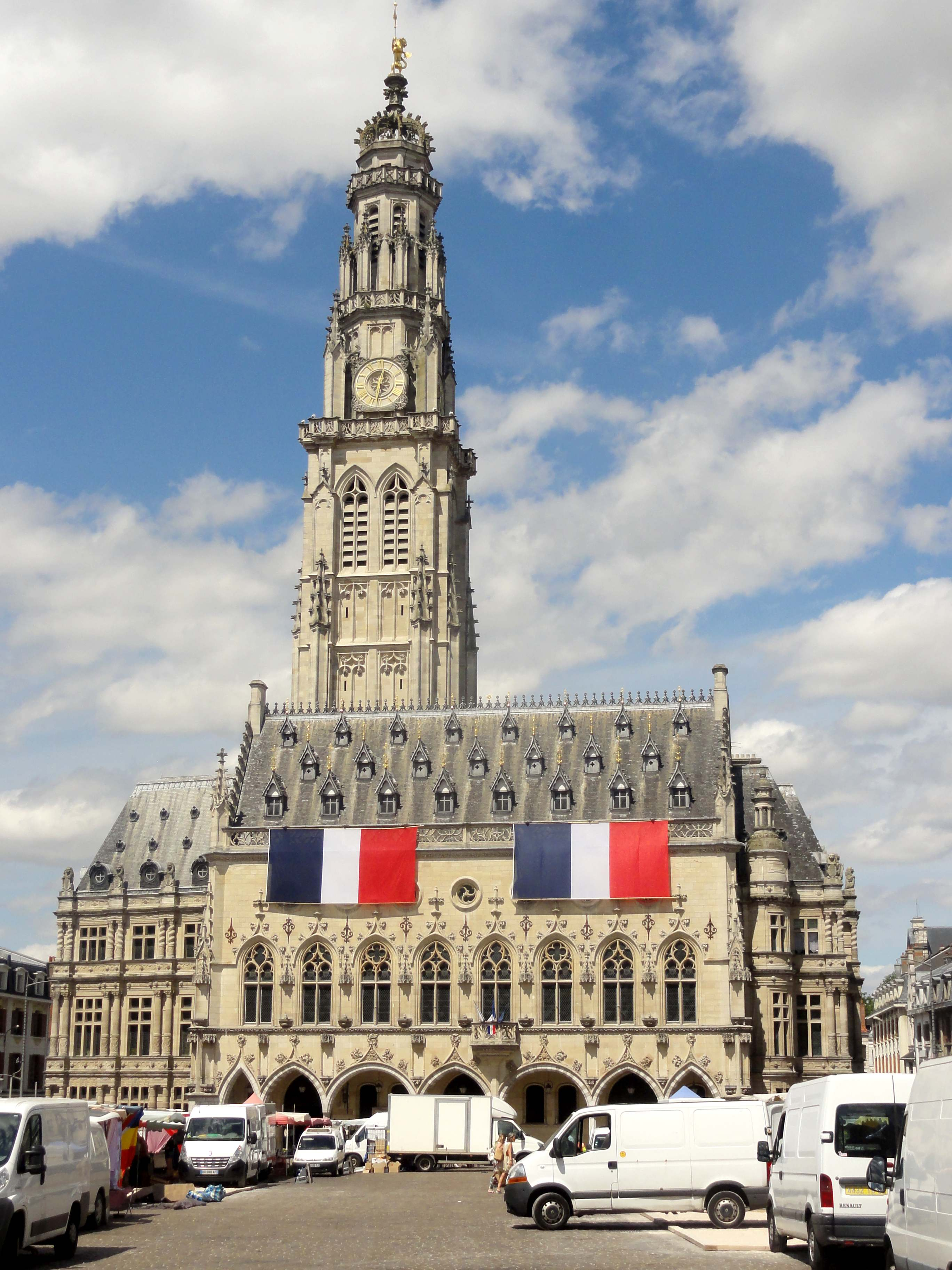
La façade de l'hôtel de ville d'Arras.
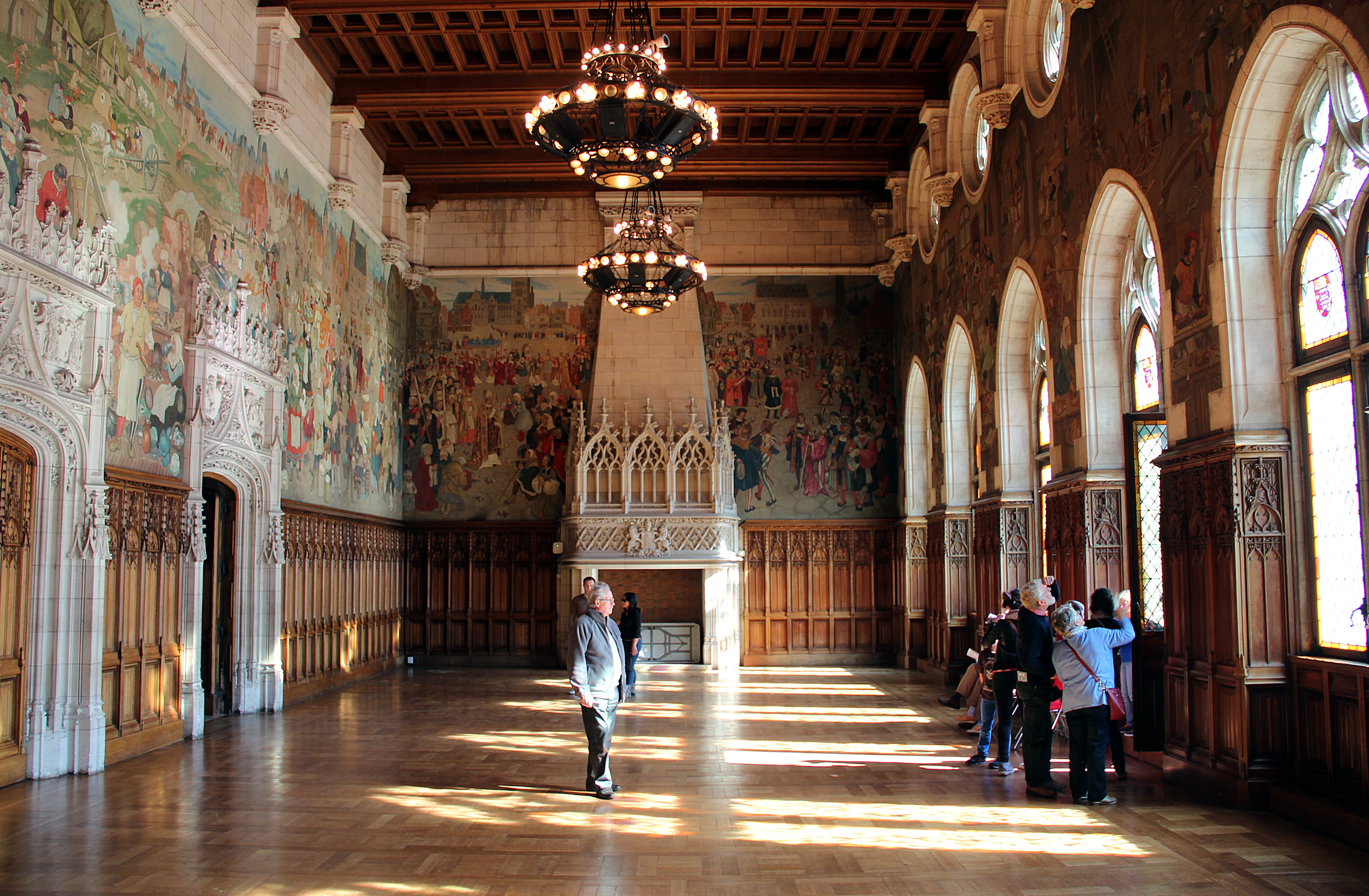
La cheminée et les panneaux sculptés sous les fresques de la salle des fêtes de l'hôtel de ville d'Arras.
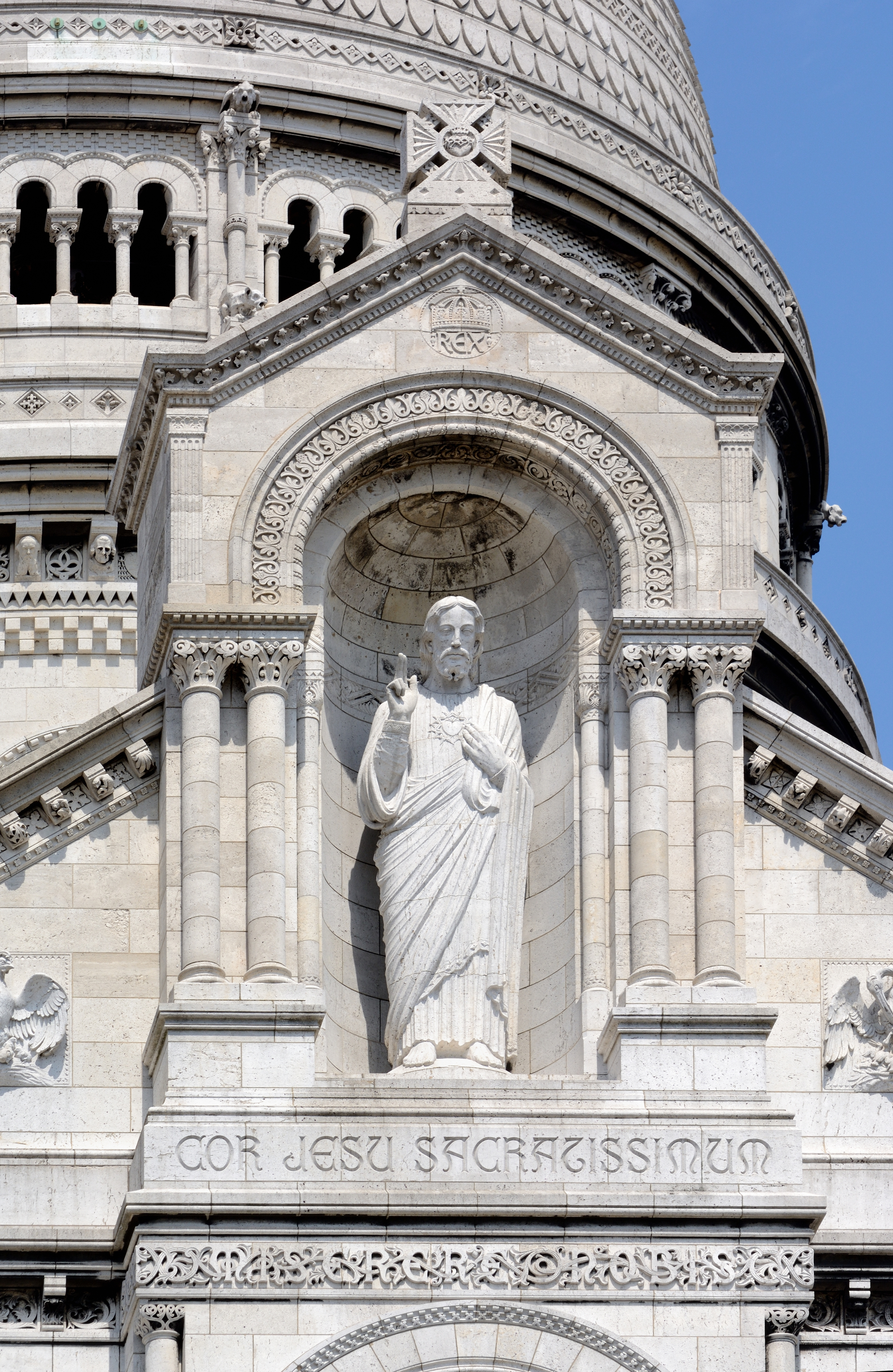
Le Christ au Sacré Cœur sur la poitrine de la basilique de Montmartre.

Façades d'immeubles parisiens
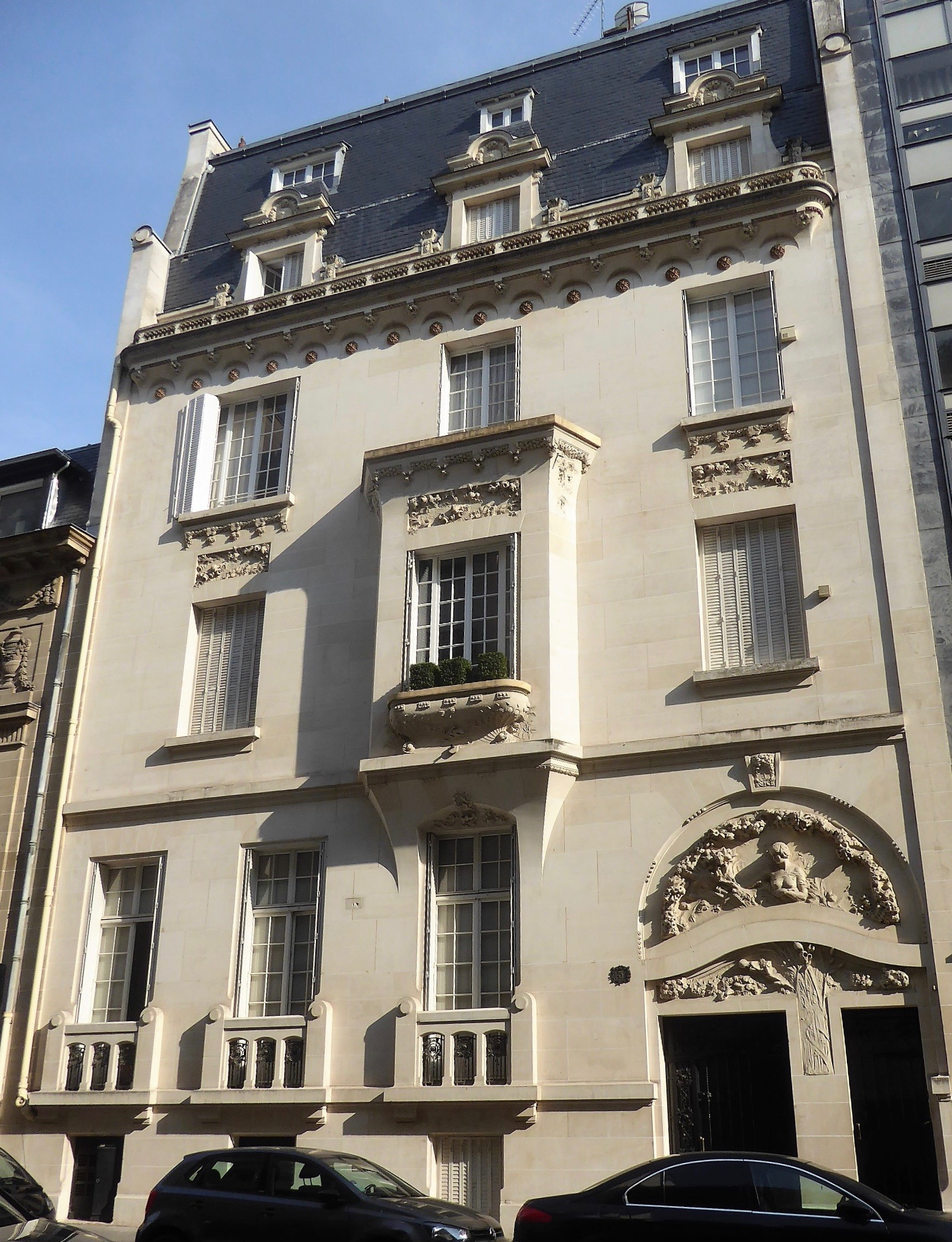
3, rue Alfred-Dehodencq.
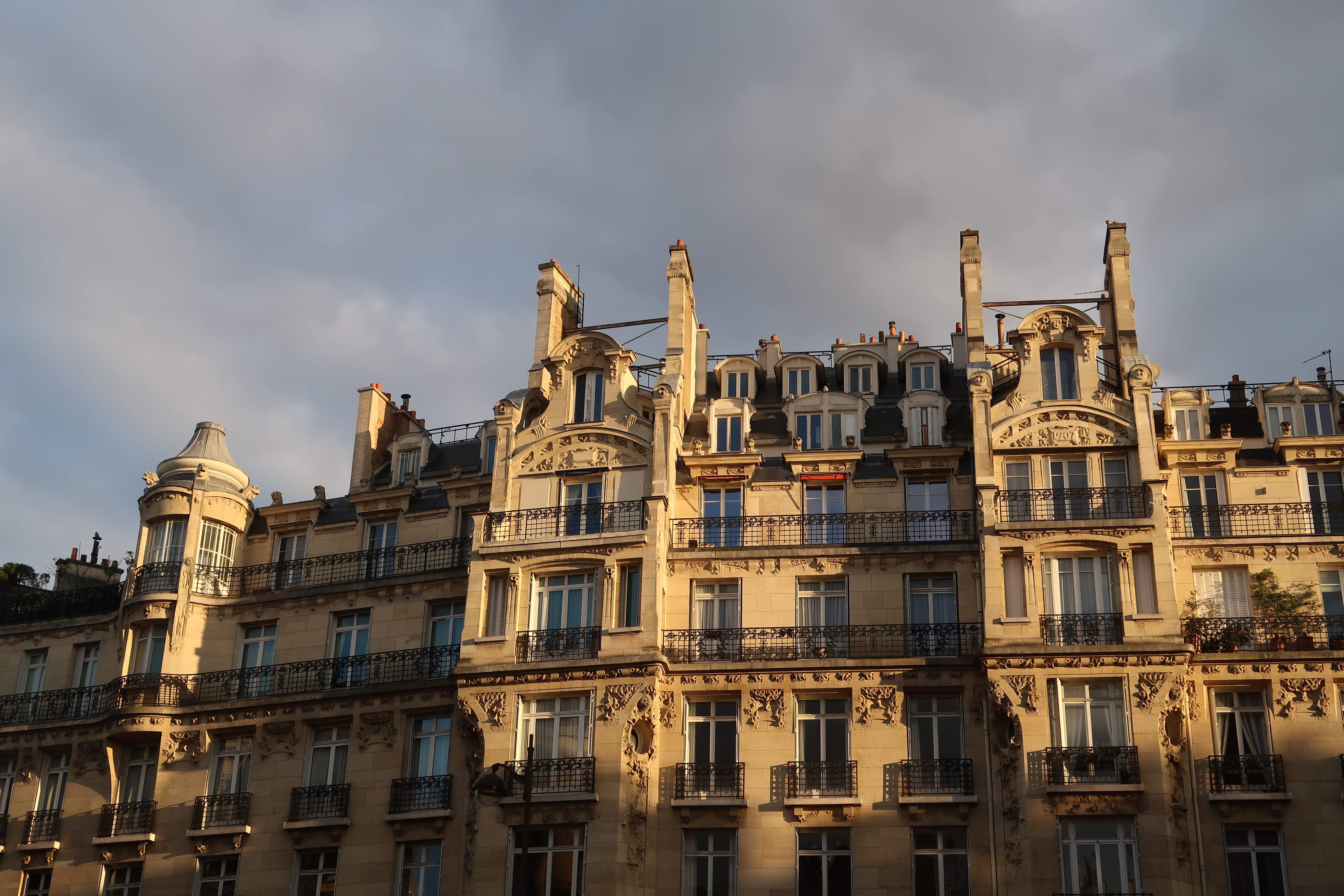
1 à 5, avenue Mozart.
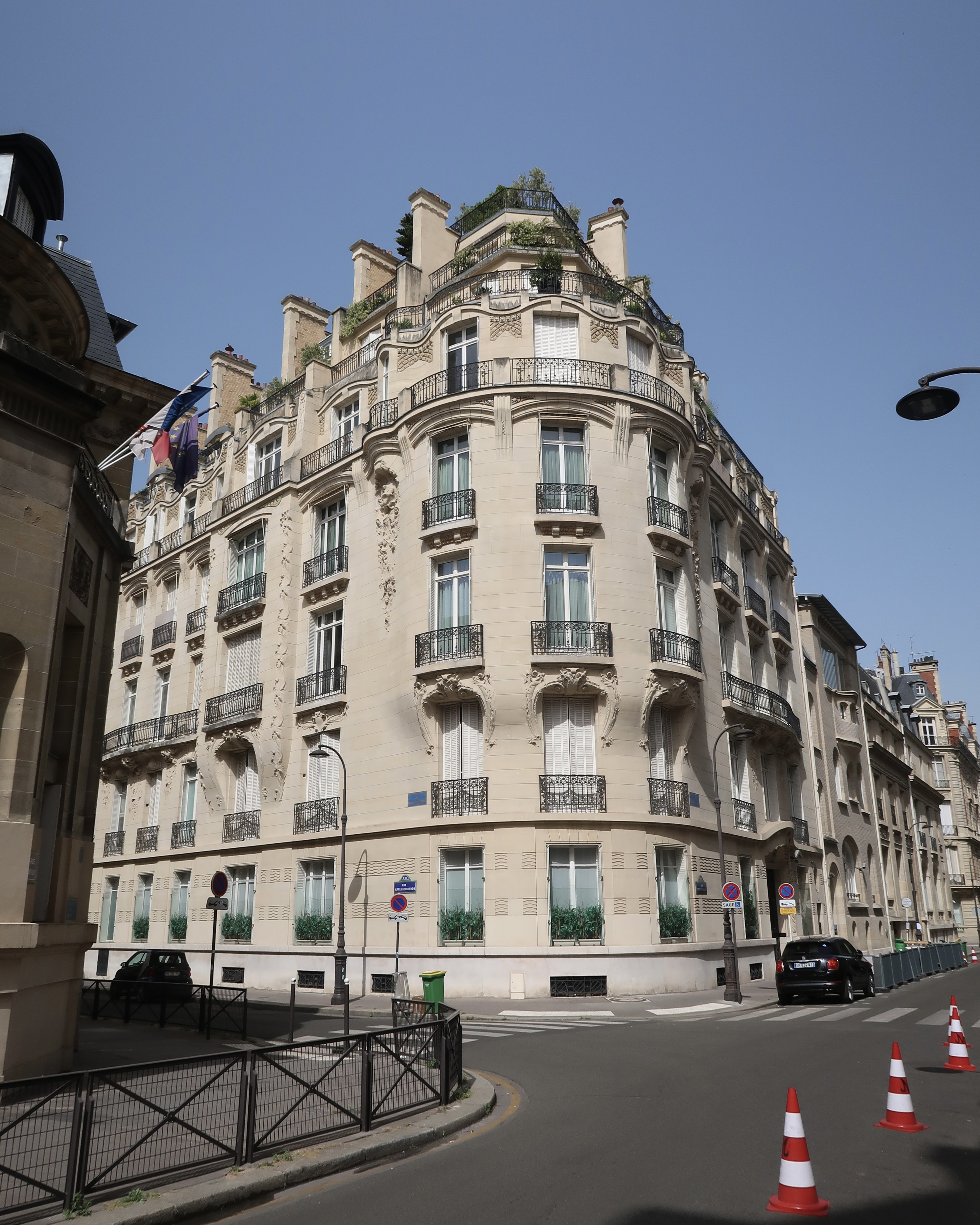
19, rue Octave-Feuillet.
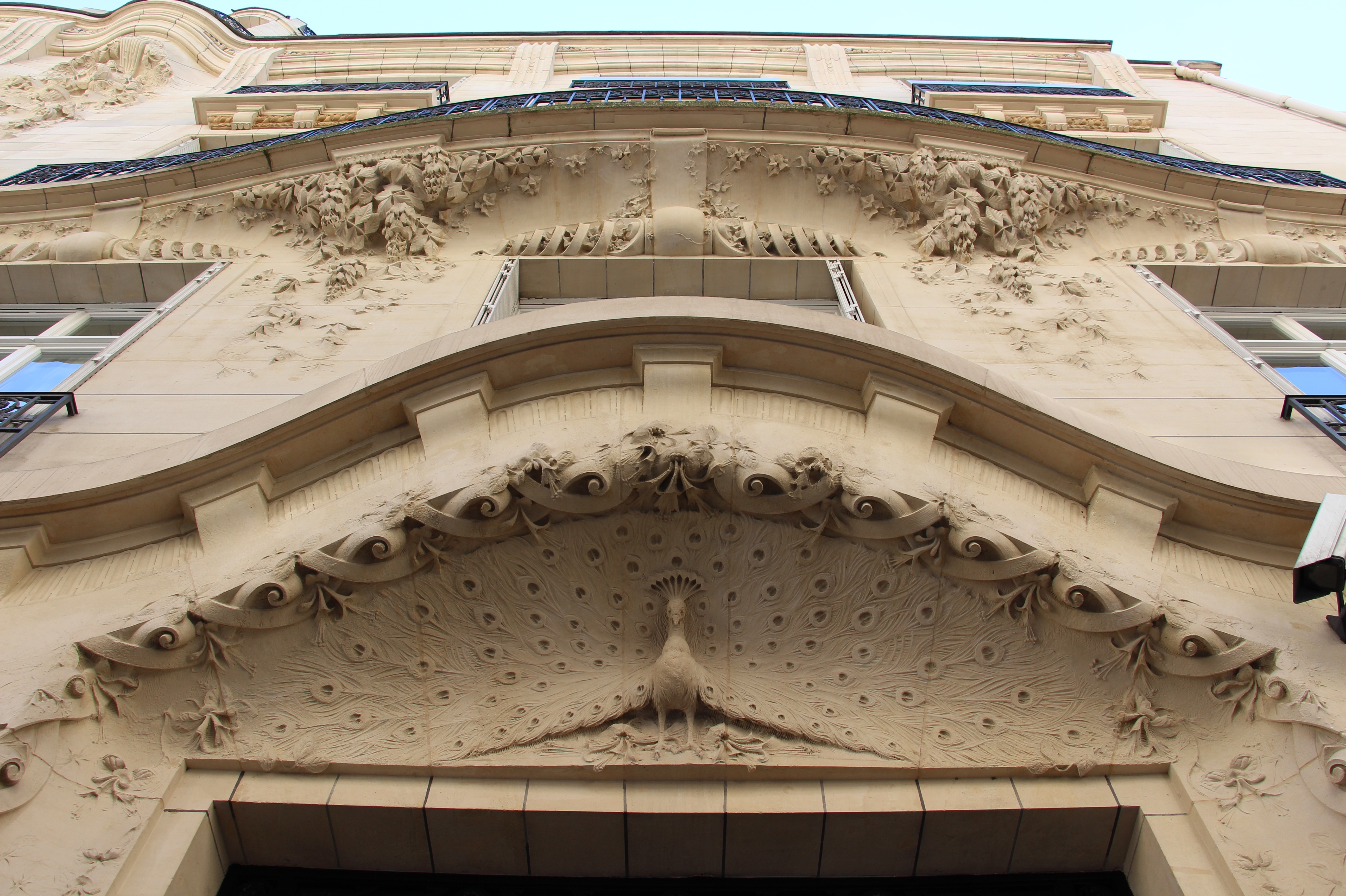
19, rue Octave-Feuillet (détail du paon de la porte d'entrée).
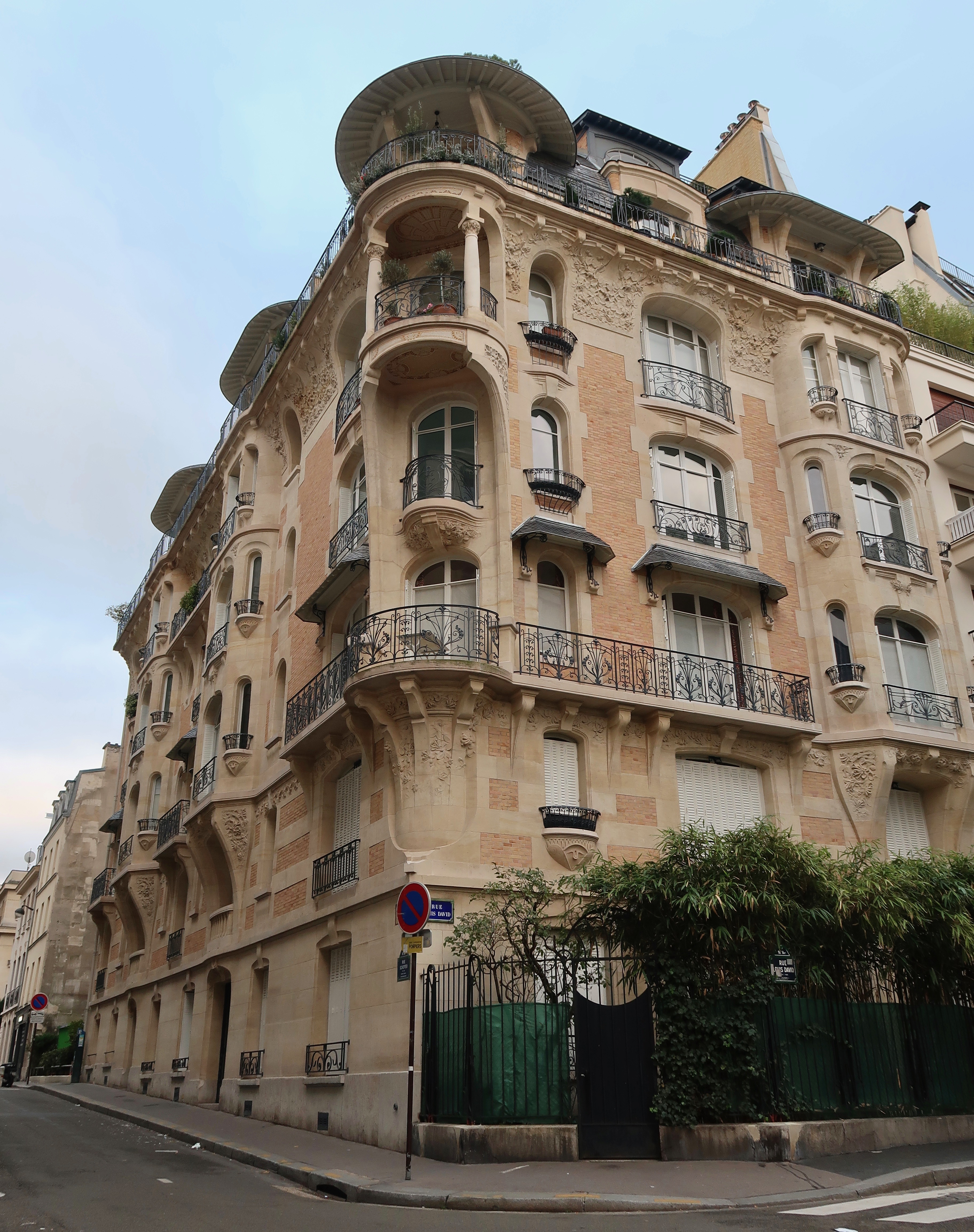
39, rue Scheffer.
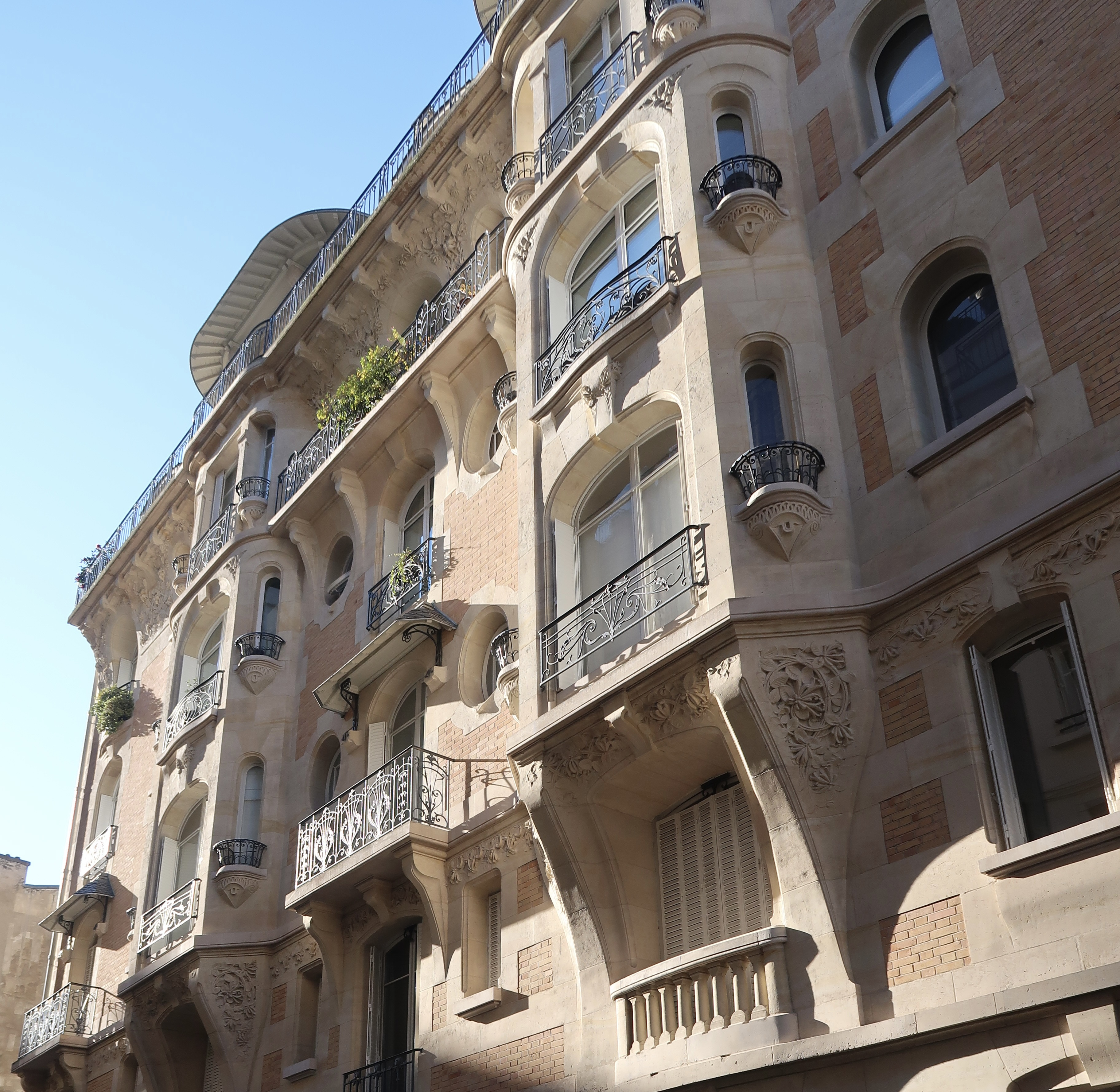
39, rue Scheffer (détail de la façade).

## Décorations
- : Chevalier de la Légion d'honneur[28].
- : Officier d’académie.
- : Officier de l’ordre du Nichan Iftikhar.